# فقرة افتتاحية

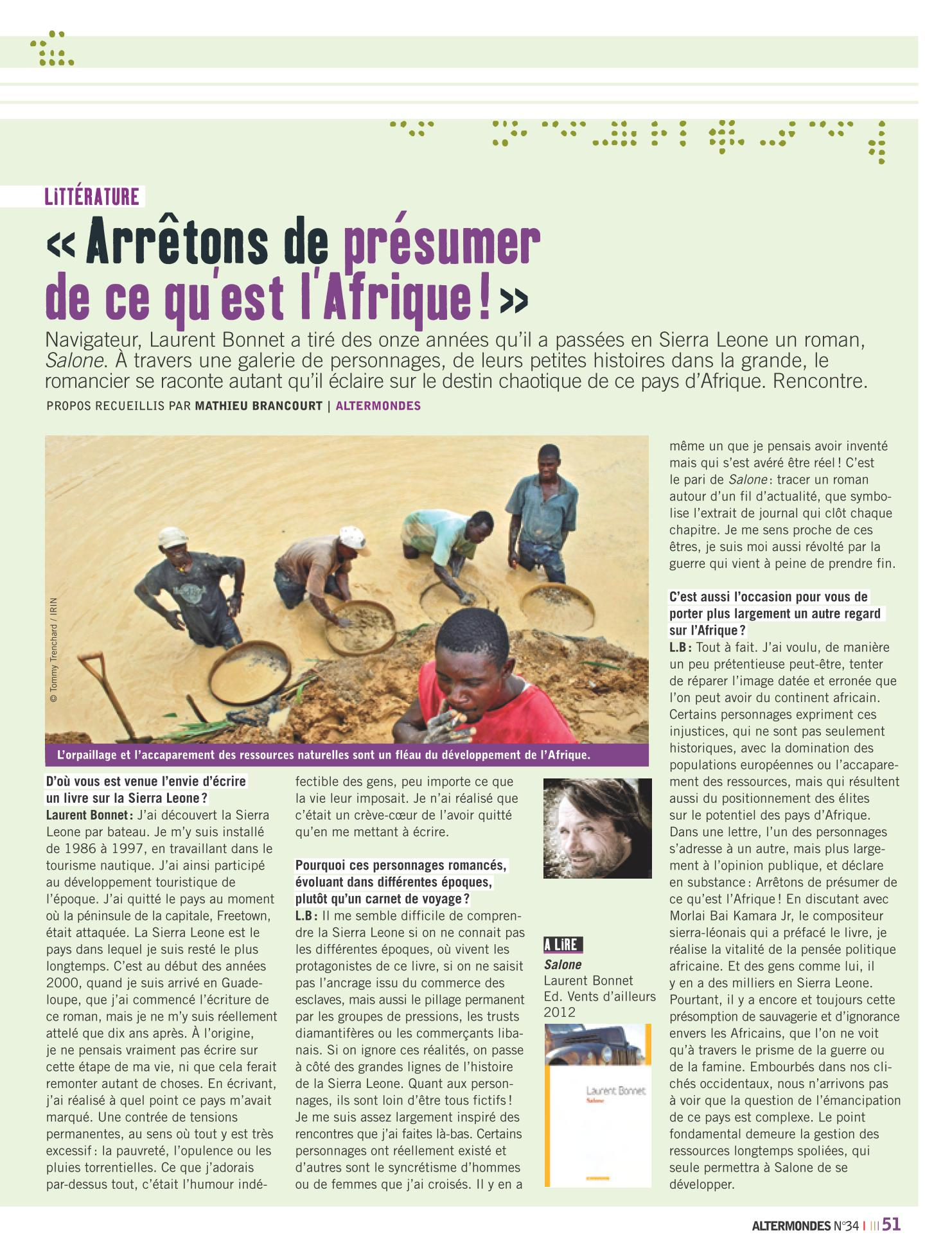

الفقرة الافتتاحية (بالإنجليزية: lead أو lede paragraph) هي فقرة في الأدب تشير إلى الفقرة الاستهلالية في مقالة أو موضوع أو قصة إخبارية أو باب من كتاب. وغالبًا ما يطلق عليها لقب الافتتاحية فقط، وعادةً ما توجد جنبًا إلى جنب مع العنوان الرئيسي أو العنوان. وتسبق تلك الفقرة النص الرئيسي للمقالة، وبالتالي تعطي القارئ الفكرة الرئيسية التي يدور حولها الخبر. ويُنطق كلا الهجاءين لنفس الكلمة على نفس الوزن الذي يتم به نطق كلمة "need" (يحتاج).
في مجال الصحافة، وبخاصة في الولايات المتحدة (انظر الأسلوب الإخباري)، يتم كتابة المصطلح الإنجليزي الذي يشير إلى الفقرة الافتتاحية بهذا الشكل "lede". ولقد تم ابتكار هذا الهجاء البديل للتفريق بينه وبين المصطلح الذي يشير إلى معدن الرصاص بالإنجليزية "Lead" (وينطق بهذا الشكل "led")، حيث كان يستخدم هذا المعدن في صناعة القطع المعدنية المسخنة. 
ولا يوجد هذا الهجاء في معظم القواميس المطبوعة، على الرغم من أنه بدأ مؤخرًا في الظهور في معظم القواميس الأمريكية الإلكترونية مثل موقع ميريام ويبستر دوت كوم (Merriam-Webster.com).com (لا يظهر هذا المصطلح في أي من الإصدارات المطبوعة لهذه القواميس، حتى وإن كانت كاملة غير مختصرة)، إلى جانب موقع ذا فري ديكشنري دوت كوم (TheFreeDictionary.com)؛ كذلك أدرج هذا المصطلح في ويكاموس (وتم اختيار استخدامه في بقية هذا المقال).
وفي مجال الصحافة، يلزم عدم الخلط بين الفقرة الرئيسية وبين المقدمة (المملكة المتحدة)، أو الملحق أو فقرة التحول المفاجئ في الأحداث أو العنوان الفرعي (الولايات المتحدة). وتشير هذه المصطلحات إلى سطر استهلالي أو موجز أو فقرة مقتضبة، تقع مباشرة أعلى أو أسفل العنوان الرئيسي، وتختلف في شكلها المطبعي عن بقية نص المقالة.

## الأنواع
تركز الفقرات الافتتاحية الصحفية على جذب انتباه القارئ. وفي الصحافة، في بعض الأحيان يطلق على الفشل في ذكر العناصر الأكثر أهمية والمثيرة للاهتمام واللافتة للانتباه في الفقرة الأولى في خبر ما باسم «طمس الفقرة الافتتاحية».
وتلخص الفقرات الافتتاحية الواردة في المقالات خلاصة الحجج والنتائج التي سيأتي ذكرها في النص الرئيسي للمقالة. وتتجه الفقرات الافتتاحية الواردة في الموسوعة إلى التعريف بالموضوع، فضلًا عن التأكيد على النقاط المثيرة للاهتمام داخل المقالة. كما تميل المقالات الخاصة والمقالات العامة المنشورة في المجلات لأن تتواجد في مساحة بين الأسلوب الصحفي والموسوعي، وغالبًا ما تفتقر تمامًا إلى الفقرة الافتتاحية المميزة. وتختلف الفقرات الافتتاحية أو المقدمات في الكتب اختلافًا كبيرًا من حيث الطول والهدف والمحتوى.